# Robby Navarro
Roberto "Robby" Navarro, Jr. (Pampanga, 17 de septiembre de 1979), artísticamente conocido como Robby Navarro. Es un cantante coul, RnB y pop filipino, que fue uno de los finalistas de la primera temporada del programa Pinoy Idol de la red de GMA, donde alcanzó el 10.º lugar. 

## Vida personal
Según sus respuestas a las preguntas en el sitio web oficial de Pinoy Idol, Robby le encanta dibujar y estar en algunos juegos solo por diversión. Además fue considerando como el mejor miembro de su familia por su mamá para que sea su fuente de talento musical que pudo poseer. También dijo que Stevie Wonder, es el que le inspira a ser más decidido en su talento cantando, porque Stevie sigue inspirando las personas a través de su música y la vida, aunque es minusválidos. Las personas que se pusieron de pie, para creer en lo que son las personas que realmente le inspira aún más.

## Carrera artística
Él fue una vez parte de un grupo de cantantes llamado, Sabio Chicos, pero hizo una difícil decisión de ir en solitario, afirma que ha estado dando sus frutos. Lanzó un epónimo álbum en solitario camino de regreso en 1999 con Sony BMG Filipinas. Él todavía tiene algunos conciertos regulares en Bagaberde Pasig, Masas Greenbelt 3 Makati, en Roces Ave. Moomba.

## En la Pinoy Idol de Ejecución
Fue elegido para estar en el Top 24 y por lo tanto, lo que ha hecho al principio de la página 12, donde realizó las siguientes canciones de acuerdo con el tema de la semana en que los jueces siempre fueron complementando sus actuaciones.

## Álbum en colaboración
Cuando con Ogie, uno de los ídolos famosos estaba en pleno apogeo, se rumorea que será Robby en tener un álbum que será producido por Ogie Alcasid y Regine Velásquez bajo su etiqueta. Ogie Alcasid, dijo que "Estamos pensando en eso. Robby merece tener un álbum, ya que es uno de los mejores cantantes de la Pinoy Idol". Robby fue la apuesta de Ogie, justo después de los Top 12 en lo que él fue elegido.

## Vida actual
Robby está viendo la posibilidad de volver para realizar algunos conciertos regulares de nuevo en Bagaberde Pasig, Masas Greenbelt 3 en Makati y Moomba en Roces Avenue en Ciudad Quezón.